# Madden NFL 2002
Madden NFL 2002 é um jogo eletrônico de futebol americano desenvolvido pela EA Tiburion e Budcat Creations, publicado pela EA Sports e lançado em 2001 para as plataformas PlayStation, PlayStation 2, Microsoft Windows, Game Boy Color, Nintendo 64, Xbox, Nintendo GameCube e Game Boy Advance. Na capa está estampado o quarterback do Minnesota Vikings Daunte Culpepper, foi o primeiro jogo a da série a contar com o o time do Houston Texans.